# Daechi-myeon
Daechi-myeon (koreanska: 대치면) är en socken i Sydkorea.  Den ligger i kommunen Cheongyang-gun i provinsen Södra Chungcheong, i den centrala delen av landet, 120 km söder om huvudstaden Seoul.